# Oedignatha rugulosa
Oedignatha rugulosa är en spindelart som beskrevs av Tamerlan Thorell 1897. Oedignatha rugulosa ingår i släktet Oedignatha och familjen flinkspindlar.
Artens utbredningsområde är Myanmar. Inga underarter finns listade i Catalogue of Life.